# Olympiades internationales de philosophie
 (février 2024).
La mise en forme du texte ne suit pas les recommandations de Wikipédia : il faut le « wikifier ».
Les points d'amélioration suivants sont les cas les plus fréquents. Le détail des points à revoir est peut-être précisé sur la page de discussion.
- Les titres sont pré-formatés par le logiciel. Ils ne sont ni en capitales, ni en gras.
- Le texte ne doit pas être écrit en capitales (les noms de famille non plus), ni en gras, ni en italique, ni en « petit »…
- Le gras n'est utilisé que pour surligner le titre de l'article dans l'introduction, une seule fois.
- L'italique est rarement utilisé : mots en langue étrangère, titres d'œuvres, noms de bateaux, etc.
- Les citations ne sont pas en italique mais en corps de texte normal. Elles sont entourées par des guillemets français : « et ».
- Les listes à puces sont à éviter, des paragraphes rédigés étant largement préférés. Les tableaux sont à réserver à la présentation de données structurées (résultats, etc.).
- Les appels de note de bas de page (petits chiffres en exposant, introduits par l'outil «  Source ») sont à placer entre la fin de phrase et le point final[comme ça].
- Les liens internes (vers d'autres articles de Wikipédia) sont à choisir avec parcimonie. Créez des liens vers des articles approfondissant le sujet. Les termes génériques sans rapport avec le sujet sont à éviter, ainsi que les répétitions de liens vers un même terme.
- Les liens externes sont à placer uniquement dans une section « Liens externes », à la fin de l'article. Ces liens sont à choisir avec parcimonie suivant les règles définies. Si un lien sert de source à l'article, son insertion dans le texte est à faire par les notes de bas de page.
- La présentation des références doit suivre les conventions bibliographiques. Il est recommandé d'utiliser les modèles {{Ouvrage}}, {{Chapitre}}, {{Article}}, {{Lien web}} et/ou {{Bibliographie}}. Le mode d'édition visuel peut mettre en forme automatiquement les références.
- Insérer une infobox (cadre d'informations à droite) n'est pas obligatoire pour parachever la mise en page.

Pour une aide détaillée, merci de consulter Aide:Wikification.
Si vous pensez que ces points ont été résolus, vous pouvez retirer ce bandeau et améliorer la mise en forme d'un autre article.
Les Olympiades internationales de philosophie (en anglais : International Philosophy Olympiad, ou plus simplement IPO) font l'objet d'un concours annuel de philosophie destiné aux lycéens du monde entier, s'inscrivant parmi les Olympiades de sciences. Ce dernier est organisé par la Fédération internationale des sociétés de philosophie (FISP) et soutenu par l'UNESCO.

## Histoire
Les Olympiades internationales de philosophie sont fondées à l'initiative d'Ivan Kolev, de l'université de Sofia en Bulgarie. L’idée est de contribuer au remplacement des matières marxistes-léninistes enseignées dans les écoles soviétiques d'Europe de l’Est entre 1947 et 1990. La première Olympiade a eu lieu en 1993 à Smolyan, en Bulgarie et réunit trois pays : la Bulgarie, la Roumanie, dirigée par Elena Florina Otet, et la Turquie, dirigée par Nuran Direk. La deuxième édition, organisée en 1994 à Pétritch en Bulgarie, est marquée par l'arrivée de deux pays supplémentaires : la Pologne, dirigée par Władysław Krajewski, et l'Allemagne, dirigée par Gerd Gerhardt. Avec la Hongrie, dirigée par Katalin Havas, ces pays fondent l'organisme des olympiades, IPO en anglais. Les Olympiades internationales de philosophie s'articulent alors chaque année autour de l'organisation d'un concours de philosophie, regroupant deux élèves sélectionnés par nation participante, consistant en l'élaboration d'un essai lors d'un séjour philosophique historico-culturel.
Depuis 2001, les Olympiades internationales de philosophie sont organisées sous les auspices de la Fédération internationale des sociétés de philosophie (FISP). La même année, les Olympiades internationales de philosophie font l'objet d'un programme de reconnaissance et de soutien de l'UNESCO, l'organisation des Nations Unies (ONU) rattachée aux domaines éducatifs, scientifiques et culturels.

## Logo

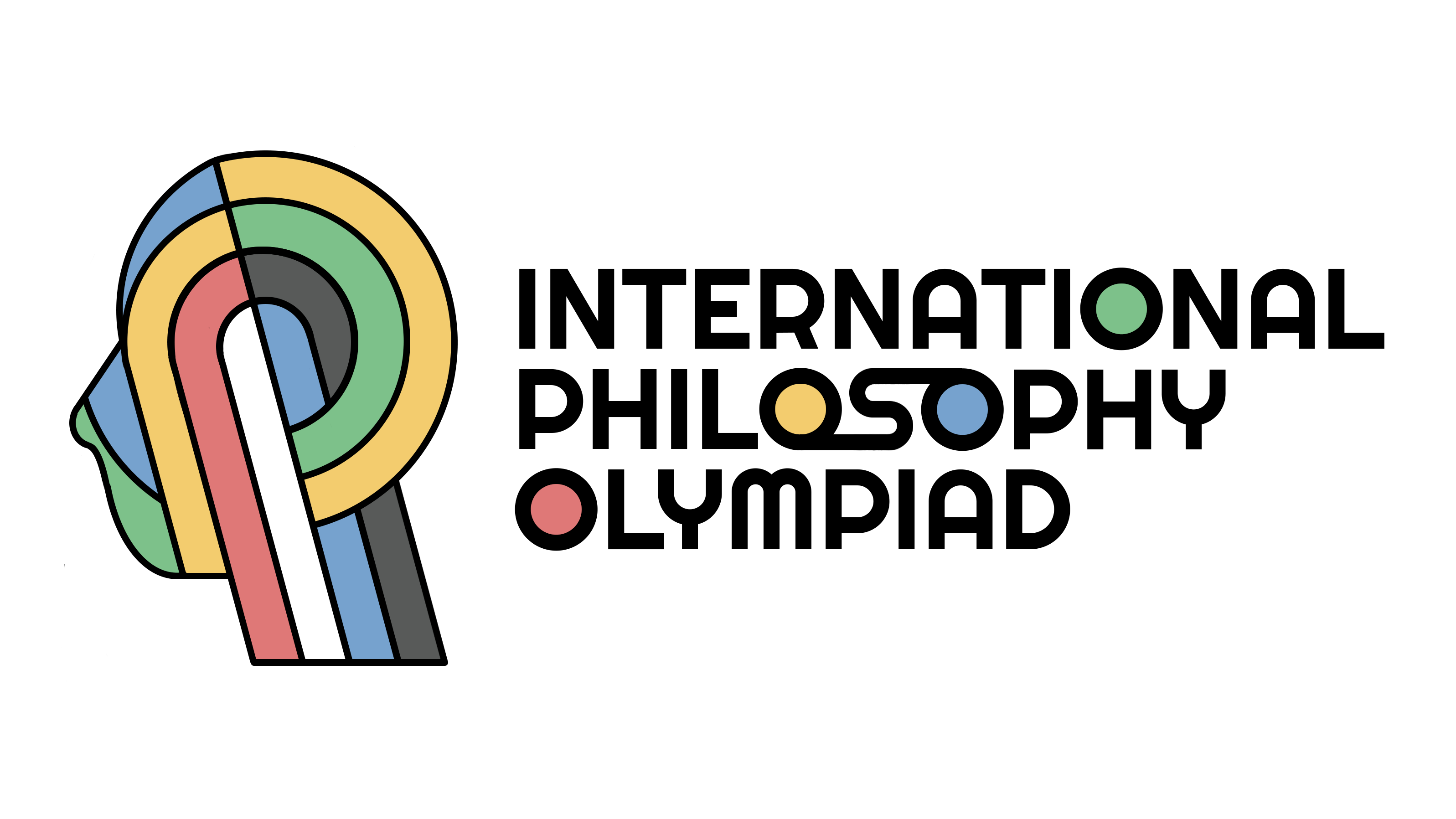
Le logo des Olympiades internationales de philosophie.

Depuis leur création, les Olympiades Internationales de Philosophie (IPO) ont été un symbole de l'excellence académique et de la réflexion philosophique parmi les jeunes intellectuels du monde entier. Cependant, malgré leur riche histoire, les IPO n'avaient aucune représentation visuelle unifiée qui pourrait être immédiatement reconnue à travers le globe. En 2024, pour la première fois, durant les olympiades de Helsinki, un concours a été initié pour concevoir un logo qui serait à la hauteur de l'héritage et des idéaux des IPO : le IPO Logo Contest.

### IPO Logo Contest

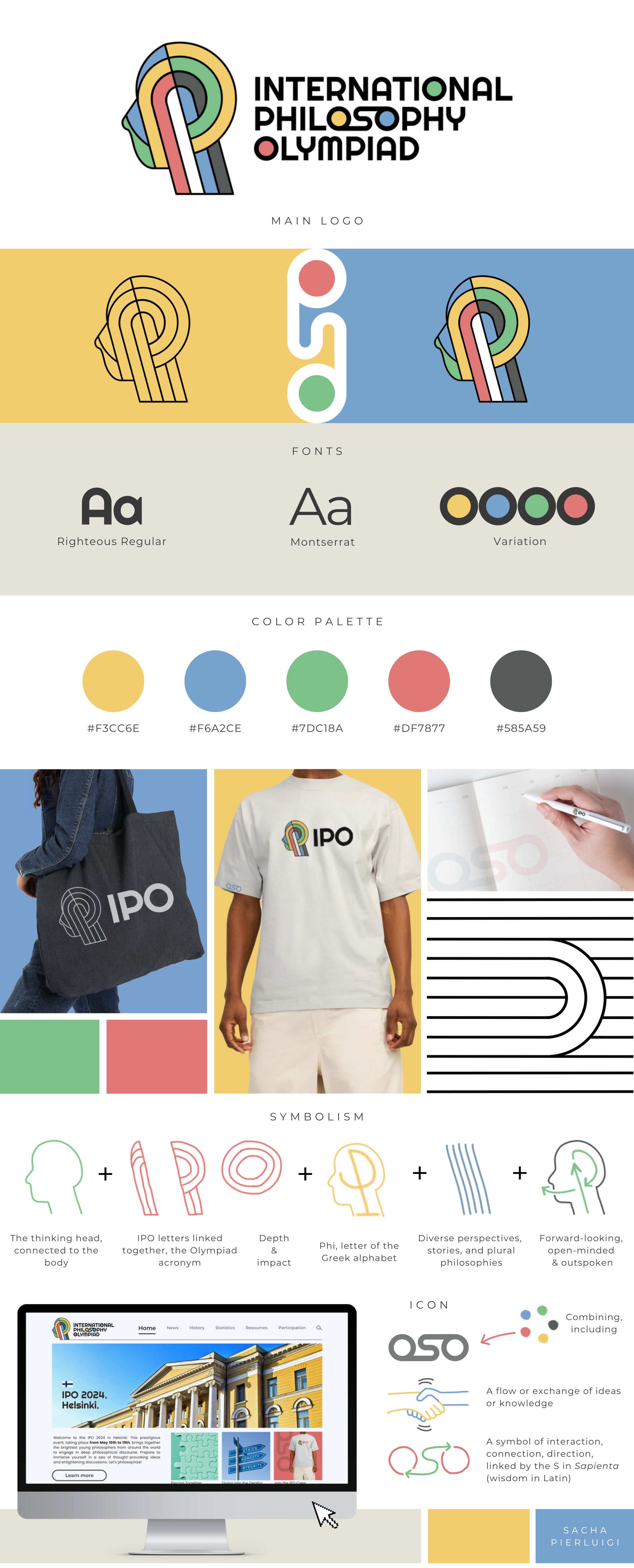
La proposition de design du logo soumis par Sacha Pierluigi, vainqueur du IPO Logo Contest.

Le concours de création du logo des IPO, IPO Logo Contest, est un appel à la créativité qui invite les artistes, les designers et les penseurs à soumettre des designs qui incarnent l'esprit de la philosophie. Le processus de sélection est rigoureux, à la recherche d'un logo qui soit à la fois esthétiquement plaisant et profondément significatif.
Les critères pour le logo des IPO sont centrés sur l'originalité, la pertinence philosophique, l'impact visuel et l'adaptabilité. Le design gagnant doit être capable de capturer l'essence des IPO tout en étant fonctionnel sur une variété de supports et de formats.
Le logo des IPO est destiné à devenir une icône de la communauté philosophique internationale, offrant une identité visuelle qui reflète les principes de la pensée critique, de l'interrogation et de la sagesse. Il vise à transcender les barrières linguistiques et culturelles, fournissant un point de ralliement pour les participants venant de divers horizons.
Le premier logo des Olympiades internationales de philosophie, élu par les participants des IPO 2024 à Helsinki, est une création réalisée par Sacha Pierluigi  FRA, 17 ans, membre de la délégation française,. Ce logo vibrant et coloré représente l’essence même de la philosophie, dévoilant une silhouette stylisée d’une tête humaine en profil, formée par des formes géométriques superposées en vert, rouge, bleu et jaune. Il reprend également les lettres de l’acronyme des IPO, sur fond de formes évoquant des rubans ou des flux d’idées qui composent le cerveau, symbolisant la diversité et la complexité de la pensée, mais aussi la diversité des philosophies plurielles. Le texte International Philosophy Olympiad en lettres majuscules noires complète le design moderne et sans empattement du logo, et dévoile une icône stylisée symbolisant les connexions.
Ce choix incarne l’esprit de la collaboration internationale et célèbre la réflexion philosophique à travers une conception abstraite et captivante. Le logo des IPO aspire à devenir bien plus qu’une simple image ; il souhaite représenter l’union des esprits curieux venus du monde entier pour explorer les profondeurs de la pensée.

## Règlements

### Objectifs
Selon la réglementation, les objectifs des Olympiades Internationales de Philosophie sont les suivants :
- promouvoir l'enseignement philosophique au niveau secondaire et accroître l'intérêt des élèves du secondaire pour la philosophie ;
- encourager le développement de concours nationaux, régionaux et locaux de philosophie parmi les étudiants pré-universitaires du monde entier ;
- contribuer au développement de la pensée critique, curieuse et créative ;
- promouvoir la réflexion philosophique sur la science, l'art et la vie sociale ;
- cultiver la capacité de réflexion éthique sur les problèmes du monde moderne ; et,
- encourager les échanges intellectuels et en garantir des opportunités de contacts personnels entre jeunes de différents pays, pour promouvoir la culture de la paix[3].

### Administration
Les IPO sont dirigées par les organes suivants : le Comité international, composé des chefs de délégation ayant déjà organisé une édition d'Olympiade internationale de philosophie, le Comité directeur, composé de membres de la FISP, de l'UNESCO et du Comité international, le Comité national d'organisation et le Jury international, composé de tous les chefs de délégation et des enseignants.

### Concours
Les étudiants participant aux Olympiades disposent de quatre heures pour rédiger un essai philosophique sur l'un des quatre sujets proposés. Les sujets sont dispensés dans les quatre langues officielles de l'IPO – anglais, espagnol, français et allemand – et l'étudiant a l'obligation d'écrire dans une langue autre que la sienne ; c'est-à-dire qu'un francophone natif ne serait pas autorisé à écrire en français.

Il existe cinq critères d'évaluation.
1. Pertinence par rapport au sujet
2. Compréhension philosophique du sujet
3. Cohérence
4. Pouvoir d'argumentation
5. Originalité

L'évaluation se déroule en trois étapes :
1. Le jury international, composé d'enseignants de différentes délégations, forme des groupes de 4 à 5 personnes pour lire un certain nombre d'essais. Chaque membre d'un groupe lit les mêmes 5-6 essais, puis compare ses notes avec celles des autres membres du même groupe et donne sa note sur une échelle de 10. Ceux qui obtiennent une note supérieure à la moyenne de 7,0 à la suite de cette lecture passent au niveau suivant. Aucun enseignant n'est autorisé à lire la rédaction d'un étudiant de son propre pays.
2. Environ quatre membres du jury international lisent ensuite individuellement les essais qui répondent aux critères ci-dessous :
- Ceux qui ont obtenu une moyenne de 7,0 ou plus à l'étape précédente
- Ceux dont la différence de notation entre deux membres du jury est supérieure à 3,0 points
3. Ceux qui obtiennent une nouvelle moyenne de 7,0 ou plus sont recommandés par le jury international au comité directeur composé de cinq membres de la FISP et du comité international. Chaque membre de ce comité lit chaque essai individuellement. Le comité directeur décide ensuite des médailles et des mentions honorables à attribuer. Il n'est pas tenu d'accepter le classement des essais établi par le jury international[8].

### Processus de sélections nationales

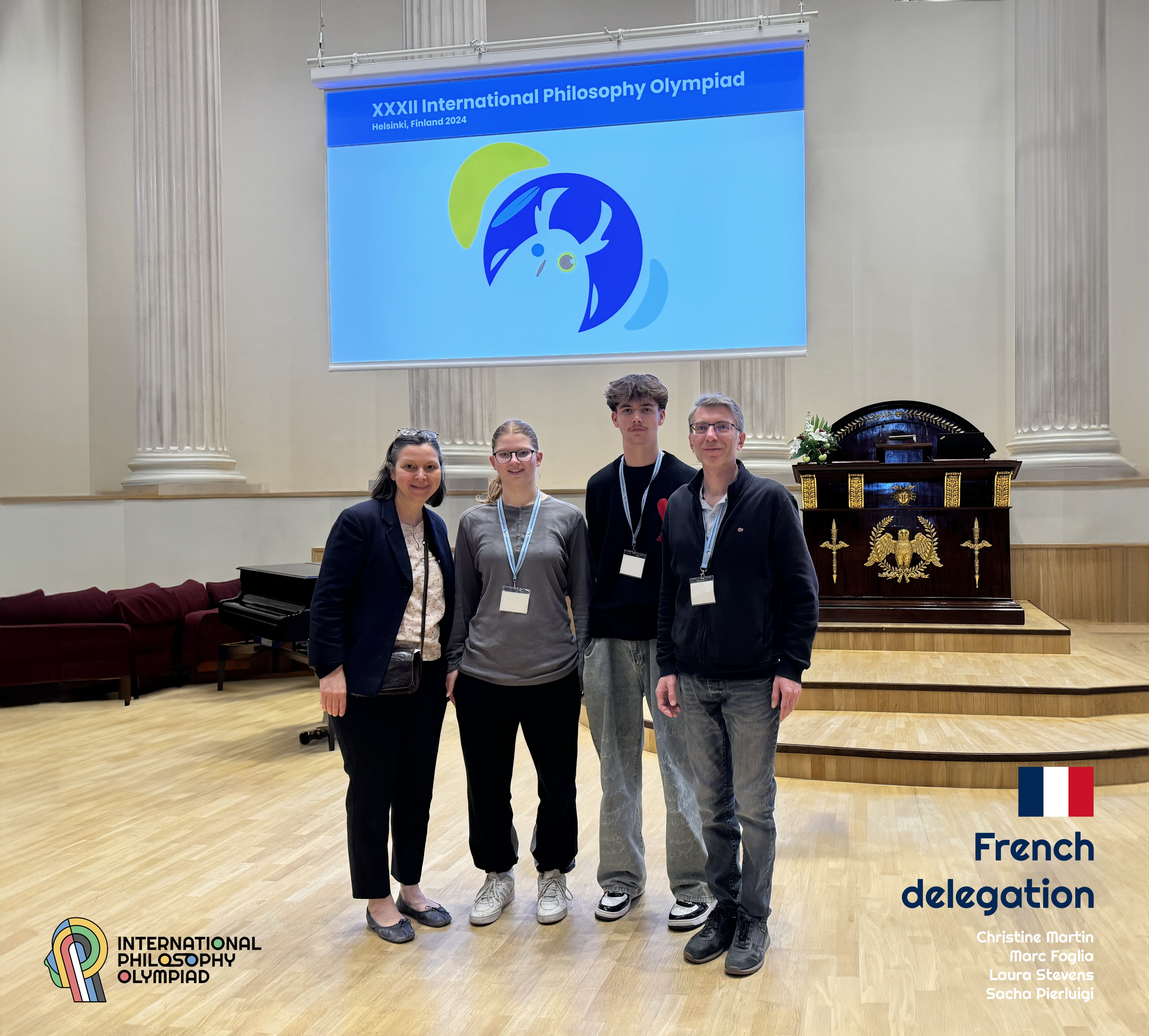
Photo officielle de la délégation française lors des IPO 2024 à Helsinki (Finlande), de gauche à droite : Christine Martin, Laura Stevens, Sacha Pierluigi et Marc Foglia.

Selon le règlement, la sélection des candidats participant pour un pays particulier est effectuée à travers un processus de sélection qui doit être organisé ou sous les auspices d'une organisation philosophique nationale membre de la FISP. La structure précise de la sélection, aboutissant généralement à une compétition nationale varie d'un pays à l'autre.
Le concours annuel est marqué par l'arrivée tardive de la délégation française, dès l'édition 2018, sous l'impulsion de Marc Foglia et Christine Martin, professeurs de philosophie dans l'Académie de Besançon et de Versailles.

## Aperçu des compétitions
Chaque année, le concours des Olympiades Internationales de Philosophie a lieu dans une ville différente à travers le monde. Le tableau ci-dessous donne un aperçu de chaque concours depuis le concours inaugural de 1993,.
| N° | Année | Ville        | Pays         | Thème                                              | Date   | Date   | Pays participants                                                                                 |
| -- | ----- | ------------ | ------------ | -------------------------------------------------- | ------ | ------ | ------------------------------------------------------------------------------------------------- |
| 1  | 1993  | Smolyan      | Bulgarie     |                                                    | Mai    | Mai    | 3                                                                                                 |
| 2  | 1994  | Pétritch     | Bulgarie     |                                                    | Mai    | Mai    | 5                                                                                                 |
| 3  | 1995  | Stara Zagora | Bulgarie     |                                                    | Mai    | Mai    | 5                                                                                                 |
| 4  | 1996  | Istanbul     | Turquie      |                                                    | Mai    | Mai    | 6                                                                                                 |
| 5  | 1997  | Varsovie     | Pologne      |                                                    | Mai    | Mai    | 7                                                                                                 |
| 6  | 1998  | Braşov       | Roumanie     |                                                    | Mai    | Mai    | 8                                                                                                 |
| 7  | 1999  | Budapest     | Hongrie      |                                                    | Mai    | Mai    | 11                                                                                                |
| 8  | 2000  | Münster      | Allemagne    |                                                    | Mai    | Mai    | 11                                                                                                |
| 9  | 2001  | Philadelphie | États-Unis   |                                                    | Mai    | Mai    | 15                                                                                                |
| 10 | 2002  | Tokyo        | Japon        |                                                    | 12 Mai | 16 Mai | 15                                                                                                |
| 11 | 2003  | Buenos Aires | Argentine    |                                                    | 7 Mai  | 10 Mai | 18                                                                                                |
| 12 | 2004  | Séoul        | Corée du Sud |                                                    | 19 Mai | 23 Mai | 17                                                                                                |
| 13 | 2005  | Varsovie     | Pologne      |                                                    | 19 Mai | 23 Mai | 18                                                                                                |
| 14 | 2006  | Cosenza      | Italie       |                                                    | 13 Mai | 18 Mai | 15                                                                                                |
| 15 | 2007  | Antalya      | Turquie      |                                                    | 18 Mai | 21 Mai | 22                                                                                                |
| 16 | 2008  | Iaşi         | Roumanie     |                                                    | 18 Mai | 22 Mai | 23                                                                                                |
| 17 | 2009  | Helsinki     | Finlande     |                                                    | 22 Mai | 26 Mai | 22                                                                                                |
| 18 | 2010  | Athènes      | Grèce        |                                                    | 20 Mai | 24 Mai | 23                                                                                                |
| 19 | 2011  | Vienne       | Autriche     | Pouvoir et impuissance de la philosophie           | 26 Mai | 29 Mai | 28                                                                                                |
| 20 | 2012  | Oslo         | Norvège      | Limites de la Liberté                              | 16 Mai | 20 Mai | 39                                                                                                |
| 21 | 2013  | Odense       | Danemark     | Kierkegaard de nos jours                           | 16 Mai | 20 Mai | 37                                                                                                |
| 22 | 2014  | Vilnius      | Lituanie     | Emmanuel Levinas: L'infini et le visage de l'autre | 15 Mai | 16 Mai | 40                                                                                                |
| 23 | 2015  | Tartu        | Estonie      | Désaccord                                          | 14 Mai | 18 Mai | 40                                                                                                |
| 24 | 2016  | Gand         | Belgique     | Guerre et Paix                                     | 12 Mai | 15 Mai | 44                                                                                                |
| 25 | 2017  | Rotterdam    | Pays-Bas     | Tolérance                                          | 25 Mai | 28 Mai | 45                                                                                                |
| 26 | 2018  | Bar          | Monténégro   | Environnement                                      | 23 Mai | 28 Mai | 50                                                                                                |
| 27 | 2019  | Rome         | Italie       | Héritage culturel et Citoyenneté                   | 16 Mai | 19 Mai | 50                                                                                                |
| 28 | 2020  | Ljubliana    | Slovénie     | Solidarité internationale                          | 28 Mai | 31 Mai | Compétition organisée en ligne en raison de la pandémie de Covid-19 (eIPO)                        |
| 29 | 2021  | Ljubliana    | Slovénie     | Utopie                                             | 27 Mai | 30 Mai | Compétition organisée en ligne en raison de la pandémie de Covid-19 (eIPO)                        |
| 30 | 2022  | Lisbonne     | Portugal     | Identité et Personnes                              | 26 Mai | 29 Mai | Pays hôte pour l'édition en 2020, annulée en raison de la pandémie de Covid-19, reportée en 2022, |
| 31 | 2023  | Olympie      | Grèce        | Une vie dans une Compétition équitable             | 11 Mai | 14 Mai |                                                                                                   |
| 32 | 2024  | Helsinki     | Finlande     | Un Monde en mutation                               | 16 Mai | 19 Mai | 52                                                                                                |
| 33 | 2025  | Bari         | Italie       | Pas encore connu                                   | 14 Mai | 17 Mai |                                                                                                   |

## Récompenses
L'attribution de récompenses dépend des membres du jury des Olympiades internationales de philosophie, et celles-ci se divisent en quatre catégories. De la place obtenue la plus à la moins importante, il est possible de distinguer les participants selon cinq catégories.
1. Médaillés d'or
2. Médaillés d'argent
3. Médaillés de bronze
4. Mentions honorables
5. Non classés

Les participants récompensés depuis le concours inaugural de 1993 sont répertoriés ci-dessous :
| Année | Ville/pays hôte          | Médaillé(s) d'or                                                             | Médaillé(s) d'argent | Médaillé(s) de bronze | Mentions honorables |  |
| ----- | ------------------------ | ---------------------------------------------------------------------------- | --- | --- | --- |  |
| 1993  | Smolyan,Bulgarie         |                                                                              | | | |  |
| 1994  | Pétritch,Bulgarie        |                                                                              | | | |  |
| 1995  | Stara Zagora, Bulgarie   |                                                                              | | | |  |
| 1996  | Istanbul, Turquie        |                                                                              | | | |  |
| 1997  | Varsovie, Pologne        |                                                                              | | | |  |
| 1998  | Braşov, Roumanie         |                                                                              | | | |  |
| 1999  | Budapest, Hongrie        |                                                                              | | | |  |
| 2000  | Münster, Allemagne       | Ognyan Kassabov BGR                                                          | Gianluca Rossi ITA | Boris Popivanov BGR | |  |
| 2001  | Philadelphie, États-Unis | Ute Scholl DEU                                                               | Laura Lapierre VEN | Felix von Lehmden DEU | |  |
| 2002  | Tokyo, Japon             | Silvia Crupano ITA                                                           | Vasilescu Ion Gheorghe ROU | Akse Pettersson FIN | |  |
| 2003  | Buenos Aires, Argentine  | Torsten Schoeneberg DEU                                                      | Sergio Barberis ARG | Gabriel Abelof ARG | Sarah Helduser DEU Mete Tuczu TUR Hyun Lee KOR Francesco D'Acunto ITA Wojciech Orowiecki POL Andrei Poamă ROU Sezen Kayhan TUR |  |
| 2004  | Séoul, Corée du Sud      | Leopold Hess POL                                                             | Joanna Kusiak POL Lukas Steinacher AUT Mert Bahadir Reisoglu TUR | Seungwon Chang KOR Matija Lavrinc SVN Germán Díaz ARG Valeriya T. Vitkova BGR Elena Bellodi ITA David Kovacs HUN Andreea Elena Simion ROU                          | |  |
| 2005  | Varsovie, Pologne        | Mikolaj Ratajczak POL Tomasz Przezdziecki POL Alexandru Marcoci ROU          | Marta Sznajder POL Antti Saarilahti FIN Nora Labo ROU | David Himler AUT Patricio Kingston ARG Woo Chan Lee KOR Jutta Obertegger ITA Jae Won Choi KOR                                                                      | Roberta Di Nanni ITA Agnieszka Kurzemska POL Marcin Kotowski POL |  |
| 2006  | Cosenza, Italie          | Efe Murat Balikcioglu TUR                                                    | Mateusz Chaberski POL | Saila Kakko FIN | Johann Alexander DEU Santiago Auat ARG Stefano Burzo ITA Margherita Busti ITA Anna Drozdowicz POL Florin-Radu Gogianu ROU Carmen Kautto FIN Conrad Krausche CHE Maximilian Huber AUT Sara Musi ITA Shapira Shiri ISR Andras Schuller HUN Joseph Steinlechner AUT Daniel Thoms DEU Peter Ujma HUN Christian Danielov Vatchkov BGR |  |
| 2007  | Antalya, Turquie         | Zeynep Pamuk TUR                                                             | Daria Cybulska POL Stefan Stefanovic SRB | Alexander Johann DEU Martin Hergouth SVN Soh Hyun-Min KOR | Elena Alexandra Corbu ROU Matthias Hoernes AUT Milena Alexandrova Alexandrova BGR Filip Taterka POL Clara Kropivsek SVN Corina Cristine Lefter ROU Heidi Meriste EST Luca Vegetti ITA Bernát Iváncsics HUN Christoph Schachenhofer AUT Nanako Kurioka Japan |  |
| 2008  | Iași, Roumanie           | Jan Seidel DEU Sergiu Matei Lucaci ROU Maria Alexandra Baneu ROU             | Conrad Krausche CHE Heta Nuutinen FIN Andrea Beghini ITA Michal Godziszewski POL | Arina Cristina Baibarac ROU Helene Sorgner AUT Denis Tramonte ITA Tal Yankovitz ISR Kristina Kashfullina RUS                                                       | Perczel János HUN Vallari Sawant IND Adrian Cristian Ardelean ROU Toth Olivér István HUN Maria Ciurchea ROU Antoine Vuille CHE Yuval David Hananel ISR Illia Gorbachev RUS Lukas Paltanavicius LTU Dalius Petrulionis LTU Sebastian Köthe DEU |  |
| 2009  | Helsinki, Finlande       | Sarri Nironen FIN                                                            | Eliza Tymianska POL Petar Penev BGR | Kristina Kashfullina RUS Luiza Pasca ROU | Hyun-Kyu Kim KOR Ayse Dilek Izek TUR Pietari Kupiainen FIN Patrick Mujunen FIN |  |
| 2010  | Athènes,Grèce            | Aljaž Jelenko SVN                                                            | Kacper Kowalczyk POL Jaehyun Yoo KOR | Tibor Backhausz HUN Valeriu Alexandru Cuc ROU Josef Piras ITA | Erik Ramberg NOR Ignas Rubikas LTU Anita Ignatova BGR Anna Smertina EST Alessio Rocca ITA Paul Kuuse EST Tae Heun Kim KOR Tapani Pulkkinen FIN Platias Nikolaos GRC Henning Rognlien NOR Irina Horodinca ROU Murel Leuenberger CHE Chitra Adkar IND Nikolina Budan CRO Firat Akova TUR Karoliina Juulia Pulkkinen FIN |  |
| 2011  | Vienne, Autriche         | Nikolaj Møller DNK                                                           | Chang Hyun Choi KOR José Gusmão Rodrigues PRT | Niklas Plaetzer DEU Sakari Nuuttila FIN Stavros Orfeas Zormbalas GRC                                                                                               | Mustafa Ayçiçegi TUR Tibor Backhausz HUN Franziska Bahl AUT Miguel de la Riva DEU Cristina Costina Diamant ROU Vanessa Gstrein AUT Milana Kostic SRB Jwa Seong Lee KOR Luka Mikec CRO Dominykas Milašius LTU Patrick Mokre AUT Junho Oh CAN Thierry Schütz CHE Barbara Šoda CRO Marie Vestergaard-Thomsen DNK |  |
| 2012  | Oslo, Norvège            | Sarah Yoon KOR Tadas Kriščiūnas LTU                                          | Jeff Granhøj DNK Aleksi ROKpela FIN Myrto Vlazaki GRC Nishith Bharat Khandwala IND                                                                                                  | Niklas Plaetzer DEU Abhinav Suresh Menon IND Stian Follevaag Ersvær NOR                                                                                            | Kasper Siim Viftrup DNK Vaclav Masek Sánchez GTM Guy Yassor ISR Sun Young Hwang KOR Justine Zepa LVA Michail Sklaskis LTU Djuro Ilic MNE Sadaf Soloukey NLD Lars Borge Hellesylt NOR Diogo José Martins Lopes PRT Corina Ezaru ROU Darko Peric SRB |  |
| 2013  | Odense, Danemark         | Róbert Palasik HUN                                                           | Theo Anders AUT Abhinav Menon IND Hye Jin Lee KOR | Petra Požgaj HRV | Juan Nigri ARG Esteban van Volcem BEL Martin Kamenov Iliev BGR Anton Thorell Steinø DNK David Therkildsen DNK Magnus Baunsgaard Kris DNK Ida Mosegaard DNK Märt Belkin EST Neal Graham DEU Jonathan Krude DEU Maria Oikonomoy-Makrygianni GRC Lauris Zvirbulis LVA Misa Skalskis LTU Dominika Pankow POL José Forte PRT Vraciu Cosmin Petru ROU Denis Horvat SVN Léonore Stangherlin CHE Patrick Côté CHE Estaban van Volcem BEL Patric Coté CHE Dominika Pankow POL |  |
| 2014  | Vilnius, Lituanie        | Vulpe Dan Cristian ROU Elina Karstie FIN Jakob Gomolka DEU Lukas Jonuška LTU | Jacob Karlsson Lagerros SWE Beatriz Santos PRT Iván György Merkei BGR Abhishek Dedhe IND João Madeira PRT Tadas Temčinas LTU Radosław Jurczak POL Chagajeg Soloukey Tbalvandany NLD | Benedikt Zöchling AUT Rafail Zoulis GRC Maša Marić HRV Justinas Mickus LTU Janko Zeković MNE Francisco Ríos Viñuela ESP Bernt Johan Damslora NOR Jani Patrakka FIN | Federico Aguilar GTM Chan Park KOR Sophus Svarre Rosendahl DNK Viviana de Santis ITA Yuki Kanai JPN Martin Molan SVN Marta-Liisa Talvet EST Rūta Karbauskaitė LTU Vraciu Cosmin Petru ROU |  |
| 2015  | Tartu, Estonie           | Iván György Merker HUN Antti Autio FIN                                       | Chagajeg Soloukey Tbalvandany NLD Eleftherios Chatzitheodorides GRC David Gjorgoski MKD Martin Molan SVN Sandro Huber AUT Neven Borak SVN Abhishek Dedhe IND Öznur Hancı TUR        | Ludovico Machet ITA Dārta Paula Šveisberga LVA Rosaria Caddeo ITA Stanisław Jędrczak POL Teodora Groza ROU Anda Maria Zahiu ROU                                    | Ivona Janjic SRB Antonina Jamrozik POL Ana Paula Bellamy Orozco GTM Augustė Saladytė LTU Konstantin Krasimirov Tumanov BGR Lara Gafner CHE Helen Maria Raadnik CHE Liisi Voll EST Petar Soldo HRV Niklas Uhmeier DEU Fredrik Johnsson CHE Zsolt Hegyesi HUN Kyu Bo Shim KOR Ragna Heyne DEU Viachaslau Verashchahin BLR Nadal Abril Lucia Molina ARG Alžběta Vítková CZE Audun Rugstad NOR Deyan Kirilov Madzharski BGR |  |
| 2016  | Gand, Belgique           | Ihsan Baris Gedizlioglu TUR Eui Young Kim KOR Jungho Choi KOR                | Hana Samaržija HRV Teodora Groza ROU Johanna U. Marstrander NOR Drishtti Rawat IND                                                                                                  | Fabian Strobel DEU Svit Komel SVN Matthijs de Jong NLD Sarp Çelikel TUR Sara Pyykölä FIN                                                                           | Liwia Rogalewicz POL Anna Morandini AUT Tathagat Bhatia IND Sonja Stiebahl DEU Alexandre Eira POR Uladzislau Voinich BLR Ábrahám Horváth HUN Jan Brändle CHE Matija Pušnik SVN Roberta Del Pezzo ITA Andreea Ioana Aelenei ROU Matthias Verlinden BEL Emil Kotzev BGR Lilja Valtonen FIN Aistė Grušnytė LTU Helo Liis Soodla EST Tomoki Ishikawa JPN Daan Van Cauwenberge BEL Ruben Algoet BEL Pavel Belkevich BLR Polina Perova RUS Frederico Cardoso PRT Roberta Dell Pezzo ITA |  |
| 2017  | Rotterdam, Pays-Bas      | Mor Divshi ISR Nóra Schultz HUN Milan Milenović SRB                          | Mihnea Bâlici ROU Hrvoje Kožić HRV Rosalie Looijaard NLD Victor Mordhorst DNK Álvaro Salgado Carranza ESP                                                                           | Crista Erales GTM Arth Gupta IND Kaarel Hänni EST Michal Karlubik SVK Konstantinos-Marios Konstantinou GRC                                                         | Karolina Bassa POL Tathagat Bhatia IND Edoardo Calvello ITA Reinis Cirpons LVA Franciszek Cudek POL Simon Derudder BEL Danilo Djukanovic MNE Laura Evers NLD Martina Fridl SVN Amanda Häkkinen FIN Leonie Hong DEU Matthias Verlinden BEL Boris Janevski MKD Lóránt Kiss HUN Carolien Krekt NLD Isaias Moser CHE Baoyi Ni CHN Antonio Piltcher BRA Arkadiy Saakyan RUS Vasilen Vasilev BGR Ajuna Soerjadi NLD |  |
| 2018  | Bar, Monténégro          | Radka Pallová CZE Amanda Häkkinen FIN Michal Karlubik SVK                    | Yastika Guru IND Freja Værnskjold Dzougov DNK Alvaro Lopes PRT | Martina Fridl SVN Yoshiyuki ISHIKAWA JPN Sagnik Anupam IND Mihail Larkov RUS Daantje de Leur NLD                                                                   | Luis Anngel Meza-Chavarría CRI Monique Murer BRA Stefan Capmare ROU Tzu Kit Chan MYS Iulia Natalia Mitrache ROU Gaeun KIM KOR Martin Topić SRB Meggy Michaud FRA Tobias Heidenreich DEU Terachet Rojrachsombat THA Zhengyu Ging CHN Maria Sara Fraser SRB Paulina Kaczyńska POL Javier Sanz González ESP Paul Johannes Kalda EST Thomas Valerio ITA Valerija Baždar MNE |  |
| 2019  | Rome, Italie             | Viktor Mršić HRV Kseniia Korotenko RUS                                       | Yanying Lin CHN Manya Bansal IND Bendik Sparre Hovet NOR Kenneth Martin SVK | Noam Furman ISR Rei Yatsuhashi JPN Tuomas Ville Santeri Ansio FIN Duarte Lourenço Marcos Correia Amaro PRT Marija Brašanac SRB Tomaž Žgeč SVN Mehmet Tüfek TUR     | |  |
| 2020  | Ljubljana, Slovénie      | Aybars Önder TUR Wang Dingzheng SGP                                          | Jiayi Ren SGP Faruk Šahat BIH Luiz Felipe Horta BRA Muhammad Amir Rafiq MYS | Blaž Sušnik SVN Dimitrios Kouvaras GRC Rachel Börger DEU Una Iza Grandovec SVN Lyubomira Dimitrova BGR Oskar Ban Brejc SVN Deokhaeng Lee KOR Thomas Delmas FRA     | Anastasios Tsirigotis GRC Berkant Isaev BGR Đorđije Petrović MNE Elina Saarikoski FIN Emanuel Krajnc SVN Hana Ćatić BIH Jean-Baptiste Bonneville LUX Kristina Røstad Rosenvold NOR Krištof Ocvirk SVN Marcel Čarman SVN Marton Vida HUN Máté Héthelyi HUN Matevž Rezman Tasič SVN Paramott Bunnjaweht THA Sara Novović MNE Toma Gheorghe Tavares de Melo BRA Younghoon Seo KOR Yuto Koba JPN |  |
| 2021  | Ljubljana, Slovénie      | Andrej Jovićević SRB Luiz Felipe Horta BRA                                   | Jonathan Platzbecker DEU Paul Gruber AUT Rin Kuroda JPN Seoyoung Choi KOR | Yared Alemán CRI Ozan Ölmez TUR Alexandra Khovrak UKR Blaž Sušnik SVN Džonatans Miks Melgalvis LVA Máté Héthelyi HUN                                               | Adian Roman FIN Ajna Ćuhara BIH Aleksandra Savova BGR Alon Loewenstein ISR Aslak Hellevik NOR Aurelie Fraichard ISR Dimitrios Kouvaras GRC Eirini Livieratou GRC En Hao Lim SGP Frederik Albl CZE Giovanni Maria D’Antonio ITA Kantanat Pridaphatrakun THA Karl Abiline EST Lena Wöß AUT Muhammad Amir Rafiq M. Rafee MYS Nitya Rajan CHE Pongsapak Waiwitlikhit THA Rick Wierenga NLD Salomé Pierre FRA Sara Tadic MNE Tibet Şahin TUR Usraat Fahmidah BGD Yeonwoo Sung KOR Yuhua Gao CHE |  |
| 2022  | Lisbonne, Portugal       | Giulia Pession ITA Tobias Willée GER                                         | Aleksandro Savova BUL Nemes Lavinia LUX Antoni Antoszek POL | Patrick Seyfried GER Ilana Raizler Gandin BRA Sigve Wiedswang NOR Jonatan Toporowski POL Nate Triyananont THA                                                      | Aino Satu Kujari FIN Ana Ribeiro POR Ana Wakabayashi BRA Andrei-Nicolae Radu ROM Andrija Iljukic SER Carl Scandelius UK Daniels Danilov LAT Ellen Roper EST Efraim Dahlén HUN Giovanni D'Antonio ITA Ivaylo Iliev Hristov BUL Joost Ouweneel NLD Josef Skolks CZE Junichiro Ikeda JAP Manyasiri Chotbun THA Maria Barroso POR María Díaz Ussía SPA Maria-D Gheorghe ROM Maša Kilibarda MNE Md Emil Hafiznizam MYS Mojca Ravnik SLO Nahye Lee KOR Noah Rosenbaum SWI Nuno Espírito Santo POR Oleksandra Khovrak UKR Paul Kaspar Nurk EST Pedro Silva POR Pir Servan Tutsi TUR Rita Brauna LAT Sebastián A-Vargas CRI Shiraz Medjahed FRA Viktoria Knoll AUT |  |
| 2023  | Olympie, Grèce           | Dimitrije Golubovic SER Pietari Kaaro FIN                                    | Marta Drelijowska POL Kenza Oughlane NLDOskar Wienecke GER | Bogdan Dannen BUL Judah Kang SINImyeongwoo Kang KOR Fabian Gydelund Møller DENIvan Petrić CRO Edwin Brattselius Thunfors SWEJesko Veenema GER Inka Poikolainen FIN | Alberts Roze LAT Bui Gia Khanh Pham VIE Charles De Belloy De Saint Liénard USA Demosthenes Tserikis GRE Dimitrios Karavasilis GRE Ellen Marigold Roper EST Fernando Jose Mendez-Castellanos CRI Gabriella Vida Troen ISR Genta Takasu JAP Ivaylo Hristov BUL Jia Xin Teng MAL Joseph Beritzki FRA Marie Necsa LUX Matus Lehocky BRA Mia Schwarcz AUT Mircea Balas ROM Muhsin Emir Karabag TUR Olga Kerameos GRE Róza Mária Zolnai HUN Siim Laane EST Stavros Soropoulos GRE Teodora Tikveshanska MKD Yannis Müller SWI Yejoon Lee KOR |  |
| 2024  | Helsinki, Finlande       | Jesko Veenema GER Xu Ziyang CHN                                              | Bernardo Guimarães Ferreira BRA Thew Sean Schoen MAL Ventsislav Deyanov Velev BUL                                                                                                   | Eetu Nikula FIN Harshit Gupta UAE Nutchayathoch Jeinthanuttkanont THA Otto Kapanen FIN Paweł Szlachciński POL                                                      | Aklan Larion HUN Akseli Pöllänen FIN Alexandra González Bermúdez CRI Aslan Kamadan FIN Ayesha Malik IND Danilo Janković MNE Dominyka Mauliūtė LIT Edoardo Grandicelli ITA Eeshan Sharma UAE Elias Mäkelä FIN Faris Rastoder BIH Gabriella Vida Troen ISR Georgios Kagiampakis GRE Hannibal Hilden Otte DEN Hermanni Somersalmi FIN Ilai Norani ISR Inka Poikolainen POL Isabella Malou Holmgren DEN Katherina Strutzenberger AUT Lana Fontana CRO Laura Stevens FRA Leonhard Hasler LIE Matej Kasaić CRO Mats Jung LUX Menno Blommers NLD Miroslava Baricová SVK Nguyen Doan Duc Vinh VIE Onni Ojajärvi FIN Otto Birkoff SWE Petróczi Kíra Anna HUN Sarthak Kamalkishor Dhole IND Sehwan Park KOR Seungwon Spencer Park KOR Siravit Sriboonjareanchai THA Violeta Albinarrate ARG Xia Yujia CHN Yelyzaveta Khodieieva UKR Sacha Pierluigi FRA (IPO Logo Contest) |  |
| 2025  | Bari, Italie             | Non disponible                                                               | Non disponible | Non disponible | Non disponible |  |

## Remarques
1. ↑  The 28th IPO was originally scheduled to be held from May 21 to 24, 2020[11].